# Claudi Elià
Claudi Elià, en llatí Claudius Ælianus, en grec antic Κλαύδιος Αἰλιανός, fou un escriptor i compilador romà nascut a Praeneste pel 175 i mort al voltant del 235. Escriví en grec.
Va estudiar retòrica amb el sofista Pausànias i fou admirador d'Herodes Àtic. Va morir solter sense descendència. La seva obra va conservar-se per transcripcions, de les quals les més antigues daten del segle x.

## Obres

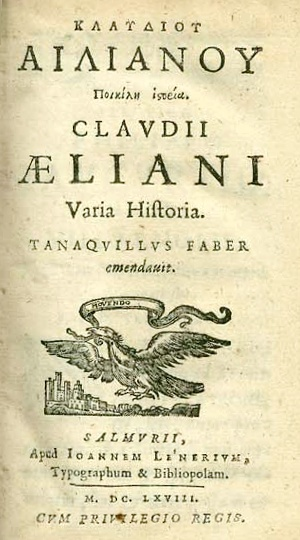
Varia Historia, edició del 1668 de Tanaquil Faber

Les obres d'Elià, escrites en grec antic són compilacions d'altres obres de la literatura àtica clàssica. Tres escrits van conservar-se.
- «Història vària» (Ποικίλη ἱστορία – Varia historia): 14 llibres amb miscel·lània anecdòtica sobre la natura i sobre homes i pobles notables. El manuscrit més vell data del segle x i es troba al Codex Ambrosianus.
- «Sobre la natura dels animals» (Περὶ ζῴων ἰδιότητος – De natura animalium): 17 llibres, d'uns quals només queden fragments, una compilació d'històries i llegendes sobre animals. El manuscrit més vell data del segle X (Codex Parisinus).
- «Cartes rústiques» (Ἐπιστολαὶ ἀγροικικαί – Epistulae rusticae), una col·lecció de 20 cartes d'una temàtica preponderantment eròtica, de les quals l'autenticitat és dubtosa, també al Codex Ambrosianus.

Altres obres només són conegudes pel seu títol o uns fragments escassos: Sobre l'Art endevinatòria, (Περὶ προνοίας), sobre l'activitat directiva dels déus (Περὶ θείων ἐναργειῶν) i una acusació contra un home efeminat que podria estar pensat contra l'emperador Elagàbal.

## Edicions disponibles en línia
- Aeliani Varia historia (grec antic), Halle, in Libraria Orphanotrophei, 1826, 250 pàgines
- De natura animalium (grec antic) amb una introducció (llatí) de Friedrich Christian Wilhelm Jacobs i Johann Gottlob Schneider, Jena, Editorial Frommann, 1832, 719 pàgines